# Colapsología
El término colapsología es un neologismo aparecido al principio del siglo XXI para designar el estudio del colapso de la civilización industrial y de lo que podría suceder con ella.
Desarrollada en Francia en el Instituto Momentum, cofundado por Yves Cochet que define el colapso como «el proceso al final del cual las necesidades básicas (agua, alimentación, vivienda, vestimenta, energía, etc.) ya no se proporcionan (a un costo razonable) a la mayoría de la población por medio de servicios enmarcados dentro de la ley», la colapsología fue bautizada y dada a conocer por los teóricos Pablo Servigne y Raphaël Stevens a través del libro Cómo todo puede colapsar: Pequeño manual de colapsología para las actuales generaciones, publicado en 2015.
La colapsología adopta la idea de que el hombre impacta su medio ambiente de forma perdurable y negativa; también difunde el concepto de urgencia ecológica, ligado sobre todo al calentamiento global y al desmoronamiento de la biodiversidad. Los colapsólogos estiman que el colapso de la civilización industrial podría provenir de la conjunción de diferentes crisis: crisis medioambiental, energética, económica, geopolítica, democrática...
La colapsología se presenta como un ejercicio transdisciplinario que relaciona la ecología, la economía, la antropología, la sociología, la psicología, la biofísica, la biogeografía, la agricultura, la demografía, la política, la geopolítica, la arqueología, la historia, la futurología, la salud, el derecho y el arte.

## Etimología
La palabra «colapsología» es un neologismo inventado «con una cierta autoburla» por Pablo Servigne —ingeniero agrónomo— y Raphaël Stevens —experto en resiliencia en sistemas socio-ecológicos—. El término aparece en su obra publicada en el año 2015.
Derivado del latín collapsus, participio pasado de collabi, (caer de una pieza, desplomarse, hundirse, y de donde deriva también el inglés to collapse) y del sufijo logos (palabra, discurso, razón, relación), el término tiene el objetivo de nombrar un cambio de carácter científico. Aunque el hecho de unir raíces de orígenes diferentes (griega y latina) crea un «monstruo» (esta técnica es utilizada a menudo para dar un valor peyorativo a las palabra construidas así), el término colapsología no es peyorativo.

## Retraso del colapso
Según el portal web de información Futura, los colapsólogos prevén que el colapso de la civilización industrial tendrá lugar antes del 2050. Para Yves Cochet, el colapso es «posible desde el 2020, probable en el 2025, y con certeza hacia el 2030». Cochet estima que no habrá más autos en 2040.«Habrá algunos carruajes, con caballos, sí. Ya no habrá autos, ya no habrá aviones. El modo de transporte del futuro ¡es el caballo!».

## Fundamentos científicos
Desde 1972, el informe Meadows, titulado The Limits of Growth (Los límites del crecimiento), realizado por investigadores del MIT, viene alertando sobre los riesgos de un crecimiento demográfico y económico exponencial, en un planeta con recursos limitados.
Con un punto de vista sistémico, la colapsología se apoya en estudios de perspectiva como The Limits of Growth, pero también se basa en el estado de las tendencias mundiales y regionales en los campos medioambiental, social y económico (como los informes del GIEC, del IPBES o del Global Environment Outlook (GE), periódicamente publicados por la división de alerta rápida y de evaluación del PNUE de la ONU…), y en numerosos trabajos científicos, así como en diversos estudios, tales como «A safe operating space for humanity» y «Approaching a state shift in Earth’s biosphere », publicadas en la revista Nature en el 2009 y el 2012, «The trajectory of the Anthropocene: The Great Acceleration », publicada en el 2015 en The Anthropocene Review, o incluso «Trajectories of the Earth System in the Anthropocene», publicada en el 2018 en la revista Proceedings of the National Academy of Sciences of the United States of America).

La colapsología no se interesa por las causas que no sean antropogénicas, es decir, las causas que no son debidas a las actividades humanas, tales como los impactos cósmicos, los terremotos, o los cambios climáticos naturales pasados. 

## Historia del concepto

### Los precursores (278a.C.-2005)
Aunque este neologismo surgió apenas en 2015 e implica el estudio del colapso de la civilización industrial, el estudio del colapso de las sociedades es más antigua, y surge probablemente de una inquietud propia de toda civilización. Entre los trabajos sobre este tema (en el más amplio sentido) se puede citar los de Beroso el Caldeo (278 a.C.), Plinio el Joven (79 d. C.), Ibn Jaldún (1375), Montesquieu (1734), Edward Gibbon (1776), Georges Cuvier, (1821), Élisée Reclusos (1905), Oswald Spengler (1918), Arnold J. Toynbee (1939), Günther Anders (1956), Samuel Noah Kramer (1956), Leopold Kohr (1957), Rachel Carson (1962), Donella Meadows, Dennis Meadows & Jørgen Randers (1972), René Dumont (1973), Hans Jonas (1979), Joseph Tainter (1988), Al Gore (1992), Hubert Reeves (2003), Richard Posner (2004), Jared Diamond (2005). 

#### Arnold J. Toynbee (1889-1975)
En su monumental y muy controvertida obra (inicialmente en doce tomos) sobre la historiografía contemporánea, titulada La Historia (A Study of History, 1972), escrita entre 1920 y 1972, Arnold Toynbee (1889-1975) —quien además reivindica a los historiadores griegos Tucídides, Heródoto y Polibio— trata sobre la génesis de las civilizaciones (Cap. 2), sobre su crecimiento (Cap. 3), sobre su decadencia (Cap. 4), y sobre su disgregación (Cap. 5). Según Toynbee, la mortalidad de las civilizaciones es una evidencia trivial para el historiador, como lo es también el hecho de que éstas se suceden unas a otras después de largos periodos de tiempo. Especialmente, y a partir de procesos analizables objetivamente, tal es la importancia que tiene durante la emergencia de las nuevas civilizaciones —según su trabajo— el encuentro entre lo que Toynbee llama el proletariado interior (la mano de obra que asegura diariamente el funcionamiento material de una sociedad) y el proletariado exterior (las poblaciones que viven a los márgenes de las civilizaciones y que perpetúan las prácticas, saberes y técnicas agrícolas y de sovbrevivencia plurimilenarios). Es por medio de este encuentro —escribe Toynbee— que han aparecido siempre las formas de las nuevas civilizaciones nacientes.

#### Joseph Tainter (1949-)
En su obra El colapso de las sociedades complejas, el antropólogo e historiador Joseph Tainter (1949-) estudia el colapso de diversas civilizaciones, entre ellas el Imperio romano, en términos de Análisis de redes, de Economía energética y de Teoría de la complejidad.  Para Tainter, una sociedad cada vez más compleja acaba por hundirse debido a la dificultad cada vez mayor para resolver sus problemas.[cita requerida]

#### Jared Diamond (1937-)

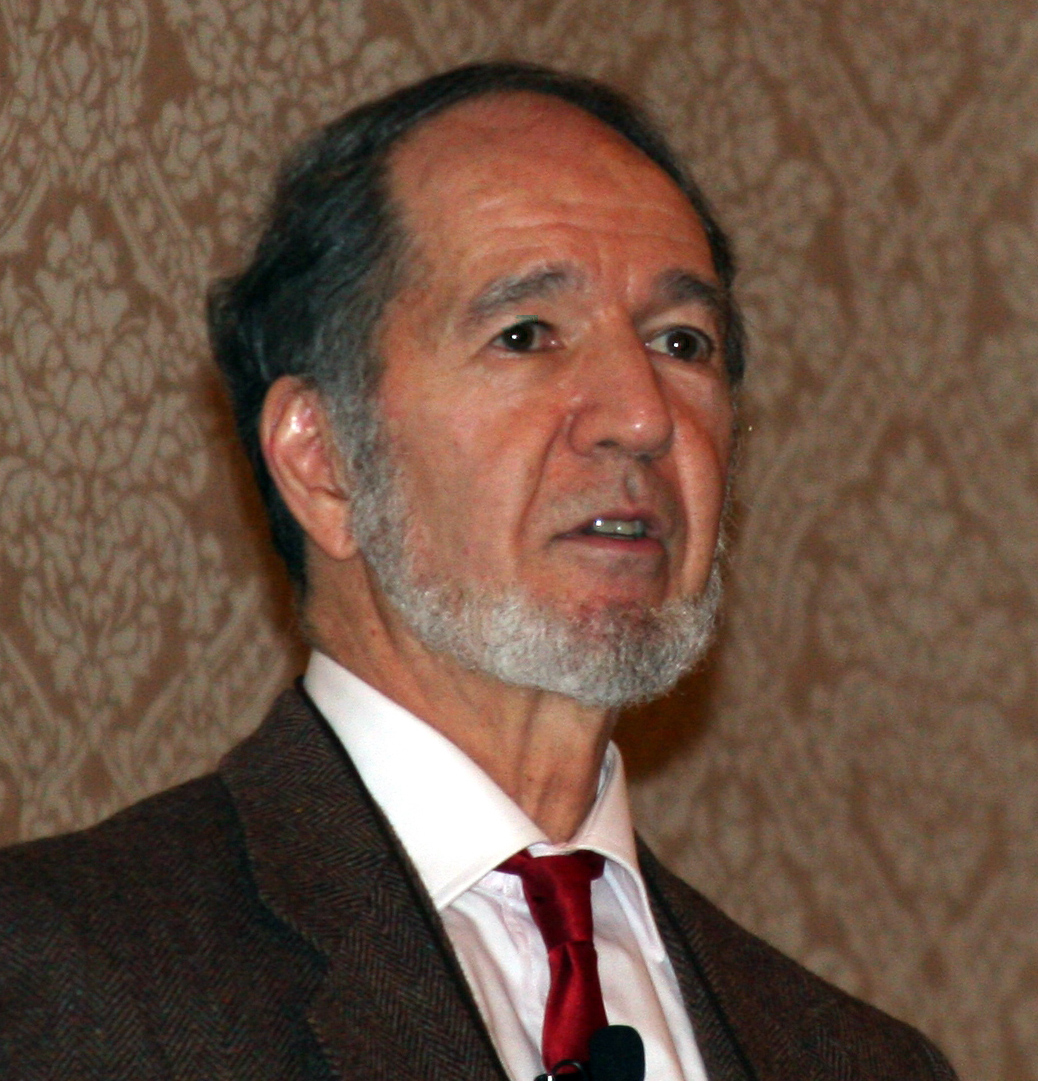
Jared Diamond

Históricamente, el geógrafo, biólogo evolucionista y fisiólogo estadounidense, Jared Diamond (1937-) —autor de un libro denominado Colapso: Cómo las sociedades deciden desaparecer o sobrevivir (Collapse: How Societies Choose to Fail or Survive), publicado en el 2005— evocaba ya el tema del colapso de una civilización (collapse), apoyándose en casos que considera como históricos, particularmente los de las civilizaciones de la isla de Pascua, la vikinga y la maya. Esta obra ha tenido una resonancia incluso fuera de los Estados Unidos, a pesar de las críticas.

### Colapsólogos (o símiles) actuales
En el siglo XXI, muchas personalidades circulan en la esfera de los colapsólogos. No todos han tenido la misma visión sobre el colapso de la civilización —e incluso algunos refutan el apelativo de "colapsólogo"—, pero todos admiten que la civilización industrial contemporánea, y la biosfera en su conjunto, están a punto de padecer una crisis global de una amplitud sin precedentes. Según ellos, el proceso está ya en curso, y la única posibilidad es intentar reducir los efectos devastadores a corto plazo.

#### Carlos Taibo
Carlos Taibo, escritor y editor español, experto en decrecimiento y el colapso. Alerta del peligro de un ecofascismo destinado a preservar para una minoría los recursos mundiales.

#### Arnaud Dorthe
Arnaud Dorthe, consultor financiero de TI para finanzas sostenibles, estudia el colapso sistémico global desde la perspectiva de sistemas complejos en particular. Desde esta perspectiva, lidera el desarrollo de un nuevo simulador que es una continuación de los simuladores World Dynamics de MIT, llamado Apocalypse Dynamics (AD).

## Temas generales

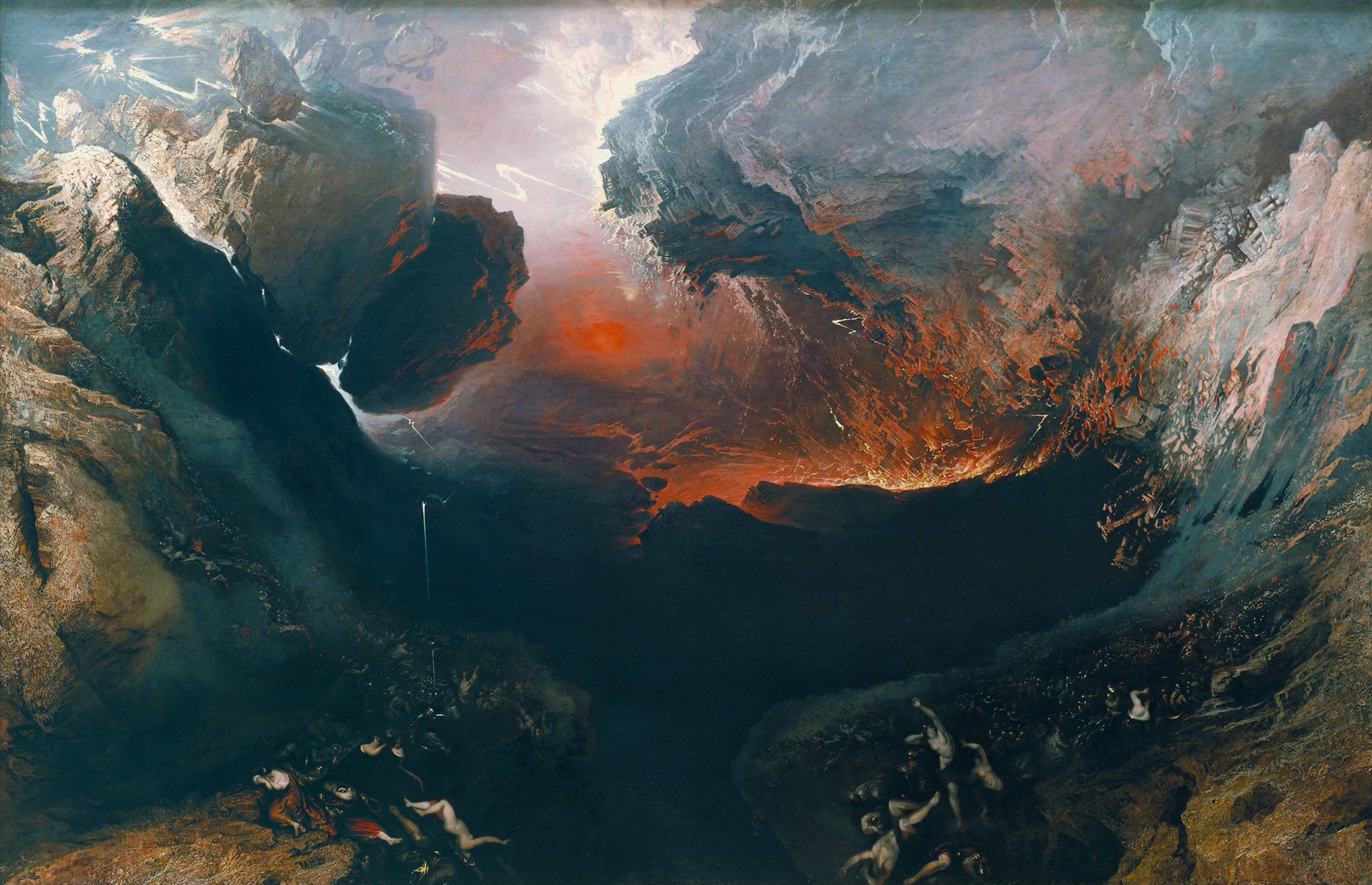
El Final del Mundo, pintura de John Martin, (1851-1853).

Lista no exhaustiva de los temas generales identificados y especialmente considerados por Pablo Servigne y Raphaël Stevens, dentro de su trabajo conjunto:
- Límites termodinámicos y fronteras planetarias (early-warning signals, regime shifts, tipping points, etc.)
- Antropología y sociología del colapso (supervivencialismo, imaginario, violencia, entraide, cooperación, resiliencia, etc.)
- Psicología del colapso (emociones, duelo, negación, solastalgia, etc.)
- Agricultura del colapso (consecuencias de la agricultura industrial de masa, del monocultivo, de la sobrepesca, etc.; permacultura, agroecología, écoculture, jardines compartidos, etc.)
- Economía del colapso (riesgos sistémicos, corrupción, mafias, racionamiento, reboot, economía poscrecimiento, moneda local, [./Https://en.wikipedia.org/wiki/Low%20technology low-tech], etc.)
- Demografía del colapso (modelos, cifras históricas, etc.), (sobrepoblación, fecundidad de reemplazo, etc.)
- Política del colapso (Estados fallidos, decrecimiento, movimientos de transición, movimientos insurrencionales, etc.)
- Geopolítica del colapso (seguridad, conflictos armados, guerras del clima por recursos, migraciones, etc.)
- Arqueología e historias de civilizaciones antiguas (factores de decadencia, vínculos entre los factores, etc.)
- Filosofía del colapso (ética, paradojas, irreversibilidad, incertidumbre, catastrofismo iluminado, religiones & espiritualidad, riesgos existenciales, etc.)
- Futurología (escenarios, proyecciones, etc.)
- Salud y colapso (epidemias, hambruna, medicina, sistema de salud, etc.)
- Derecho y colapso (ejemplos históricos, justicia, reconocimiento del crimen de ecocidio, bloqueo/desbloqueo socio-técnico, etc.)
- Arte y colapso (ciencia ficción, storytelling, fotografía, música, teatro, baile, artes plásticas, etc.)

## Análisis críticos

### Críticos de la colapsología (2015-2018)
Varios artículos, publicados por autores diferentes, proponiendo una crítica sobre la colapsología, han sido publicados desde la aparición del libro de Pablo Servigne y Raphaël Stevens en 2015.

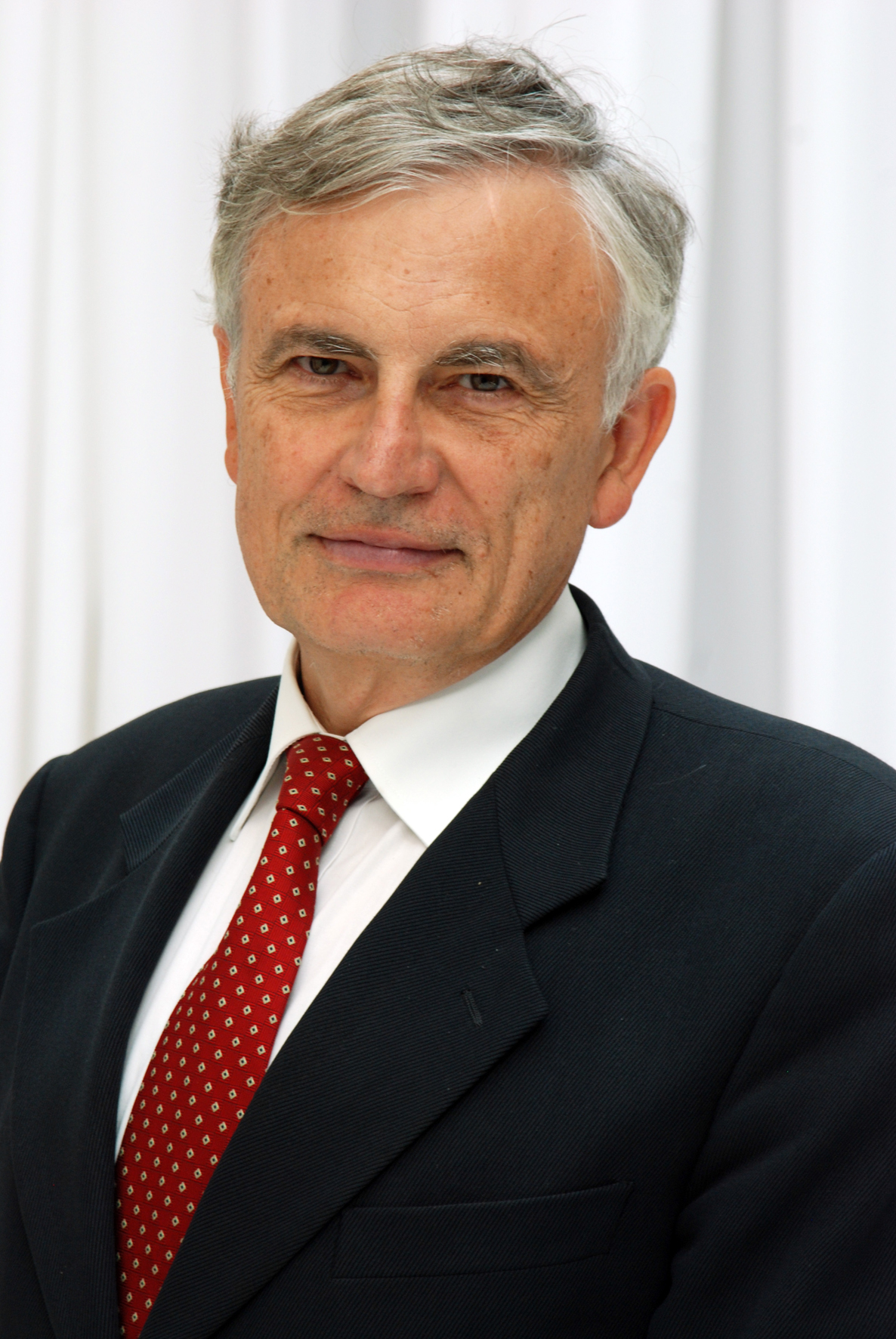
Jacques Igalens.

#### Jacques Igalens
Un artículo (publicado en 2017) del profesor-investigador Jacques Igalens, titulado «¿La colapsología es una ciencia?», dentro del cual cuestiona el carácter transdisciplinario de la colapsología (sin cuestionar su carácter multidisciplinario), subrayando la ausencia de paradigma y de fundamentos comunes que acercan los diferentes temas abordados. Según Igalens, «el hecho de compartir un concepto», en este caso el colapso, «no construye por sí solo una disciplina científica, la cual supone una articulación de conceptos, y en este caso, esta articulación es diferente en biología, en física, en antropología, en psicología, etc.». Igalens concluye escribiendo:
«[...] la colapsología no producirá conocimiento nuevo (son las ciencias de las que depende quienes lo harán), pero producirá una narración nueva de nuestra vida en común, y esto es seguramente útil también».

#### Bertrand Vidal
Interrogado a propósito del supervivencialismo durante la salida de su ensayo titulado Supervivencialismo: ¿están listos para el final del mundo?, el sociólogo Bertrand Vidal niega el carácter racional de la colapsología. Vidal explica que, al contrario del análisis de riesgos —que es la ciencia racional de los peligros interesada en los modos de superar las catástrofes—, la colapsología «insiste únicamente en lo peor». Menciona igualmente el deseo de catástrofe refiriéndose a Henri-Pierre Jeudy.

#### Daniel Tanuro
Dos artículos (publicados en 2015 y 2018) de Daniel Tanuro, ingeniero agrónomo y ambientalista, colaborador del periódico Le Monde diplomatique, fundador de la ONG belga Clima y justicia social, autor en 2010 del ensayo El imposible capitalismo verde. En su crítica (2015) del ensayo Cómo todo puede colapsar, reprocha —entre otras cosas— a los dos autores la ausencia de análisis sobre el capitalismo: «El vínculo entre este sistema particular y la acumulación, no es evocado ni siquiera». En un segundo texto publicado en el periódico suizo-francófono de ecología política Moins!, Daniel Tanuro profundiza el debate, proponiendo un análisis comparativo de la colapsología y del ecosocialismo. Allí critica el aspecto inevitable del colapso como adelantado por los colapsolólogos, así como su postura, la cual califica de «resignación fatalista». El colapso debe, según Tanuro, ser combatido con respuestas anticapitalistas, bloqueando, por ejemplo, los proyectos de expansión del capital fósil (lo que Naomi Klein llama «blockadia» en su obra Esto lo cambia todo): 

C’est la lutte qui est à l’ordre du jour, pas la résignation endeuillée.

Es la lucha la que está al orden del día, no la resignación enlutada

#### Nicolas Casaux
En 2018, Nicolas Casaux, miembro del colectivo Le Partage y de la organización de ecología radical internacional Deep Green Resistance, califica la definición de colapsología como «un poco nebulosa». Escribe a propósito de esta última que «se caracteriza […] por perspectivas y análisis a veces contradictorios, o demasiado limitados». Según Casaux, «el principal problema de la colapsología aparece por el narcisismo que ésta perpetua (el colapso como la catástrofe, en lugar que la civilización industrial como la catástrofe)», y concluye:
«No podemos sino desear que sus promotores aclaren su perspectiva, que se liberen de los hedores tóxicos de la cultura dominante que les impiden tomar posición de manera más determinada, que integren la crítica social a su análisis, que adopten una perspectiva más comprensiva, biocentrada o ecocentrada, coincidiendo así, sin equívoco, con el campo de aquellos que luchan contra la "guerra contra el mundo viviente" que dirige la civilización industrial, según la expresión de George Monbiot».

On ne peut que souhaiter que ses promoteurs éclaircissent leur perspective, qu’ils s’affranchissent des relents toxiques de la culture dominante qui les empêchent de prendre position de manière plus déterminée, qu’ils intègrent la critique sociale à leur analyse, qu’ils adoptent une perspective plus compréhensive, biocentrée ou écocentrée, rejoignant ainsi, sans équivoque, le camp de ceux qui luttent contre la “guerre contre le monde vivant” que mène la civilisation industrielle, selon l’expression de George Monbiot.

#### Vincent Mignerot
En 2018, en un artículo titulado «Intuición y colapsología», el escritor e investigador independiente Vincent Mignerot indica que, 

[bien qu’il ait] pu défendre […] le projet ambitionné par la collapsologie, en tout cas son intention transdisciplinaire » et qu’il s’intéresse à « l’étude de l’évolution de nos sociétés dans la perspective d’un déclin ou d’un effondrement », il émet « des réserves quant à certains débords possibles, en raison en particulier d’un manque de clarté dans la définition d’un cadre méthodologique de référence.

«[a pesar de que él haya] podido defender […] el proyecto ambicionado por la colapsología, en todo caso si intención transdisciplinaria» y de que a él interese «el estudio de la evolución de nuestras sociedades desde el punto de vista de una decadencia o de un colapso», expresa sus «reservas en cuanto a ciertos posibles excesos, en particular respecto a la falta de un claridad en la definición de un marco metodológico de referencia».
Precisa que no se reconoce en esta «corriente de pensamiento naciente» y no se «declara colapsólogo», a pesar de que él estudia los riesgos de colapso de la civilización industrial.

### Trabajos universitarios recientes sobre la colapsología
En su tesis de doctorado (2018), el antropólogo Jean Chamel ha mostrado una etnografía de ciertos colapsólogos. Sus trabajos muestran que éstos han desarrollado una fuerte dimensión espiritual que se compara con una «apocalíptica ecológica». Chamel muestra así la fuerte implicación de los iniciadores de la colapsología en la organización de talleres de «Trabajo que conecta», de «prácticas de ecología profunda» concebida por la activista estadounidense Joanna Macy. El pensamiento de ciertos colapsólogos es así inseparable de un enfoque más espiritual de la ecología, en vínculo con la deep ecology, la ecosicología y el ecocentrismo, contrariamente a lo afirmado por Nicolas Casaux. Los trabajos de Jean Chamel no mantienen, sin embargo, cuenta de las precisiones que han sido aportadas por los iniciadores de la colapsología en su ensayo Otro fin del mundo es posible. Así, éstos proponen marcar una sincera distinción entre colapsología (estudio del colapso) y colapsosofía (sabiduría del colapso), en la cual las dimensiones espirituales, artísticas y éticas se discuten. Para el investigador, esta distinción es útil para salvar la colapsología de las acusaciones de religión oscurantista o de secta, pero las colapsólogos tendrían, según él, interés en asumir estos interrelaciones más en fase con su perspectiva holística, desarrollada sobre todo en el Schumacher College.
El sociólogo Cyprien Tasset, miembro asociado al Laboratorio de Cambio social y Político de la universidad París Diderot, ha hecho una encuesta (2019) sobre las formas colectivas que se forman alrededor de un catastrofismo centrado sobre la noción de colapso. Contrariamente a lo afirmado por Daniel Tanuro, la encuesta muestra que las inquietudes sobre el supuesto carácter despolitizante o "defectista" de la colapsología hay que suavizarlas. El catastrofismo centrado en la noción de colapso empuja a la mayoría de las personas a buscar apoyos colectivos para superar la impotencia y el aislamiento frente a esta difícil conclusión.

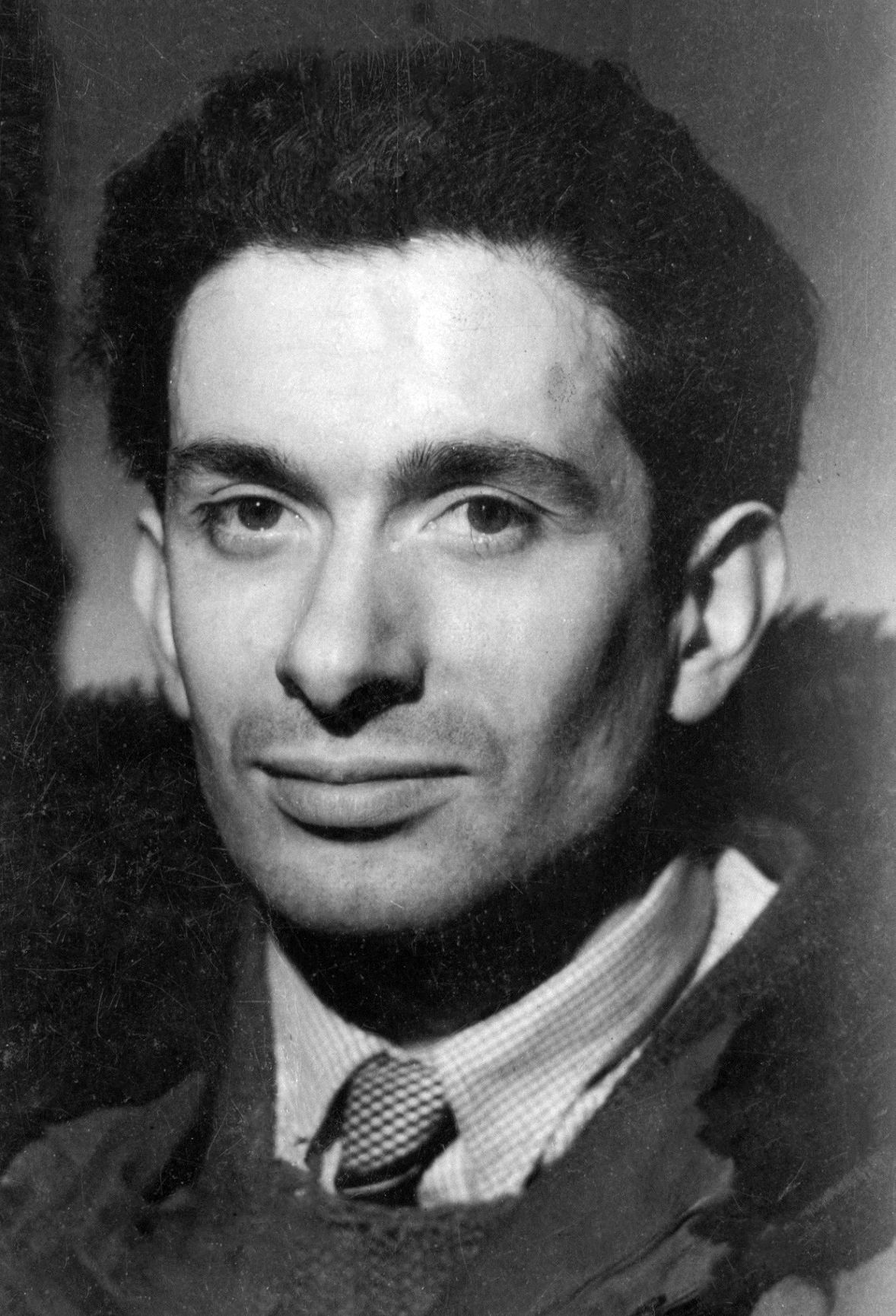
René Barjavel en 1949

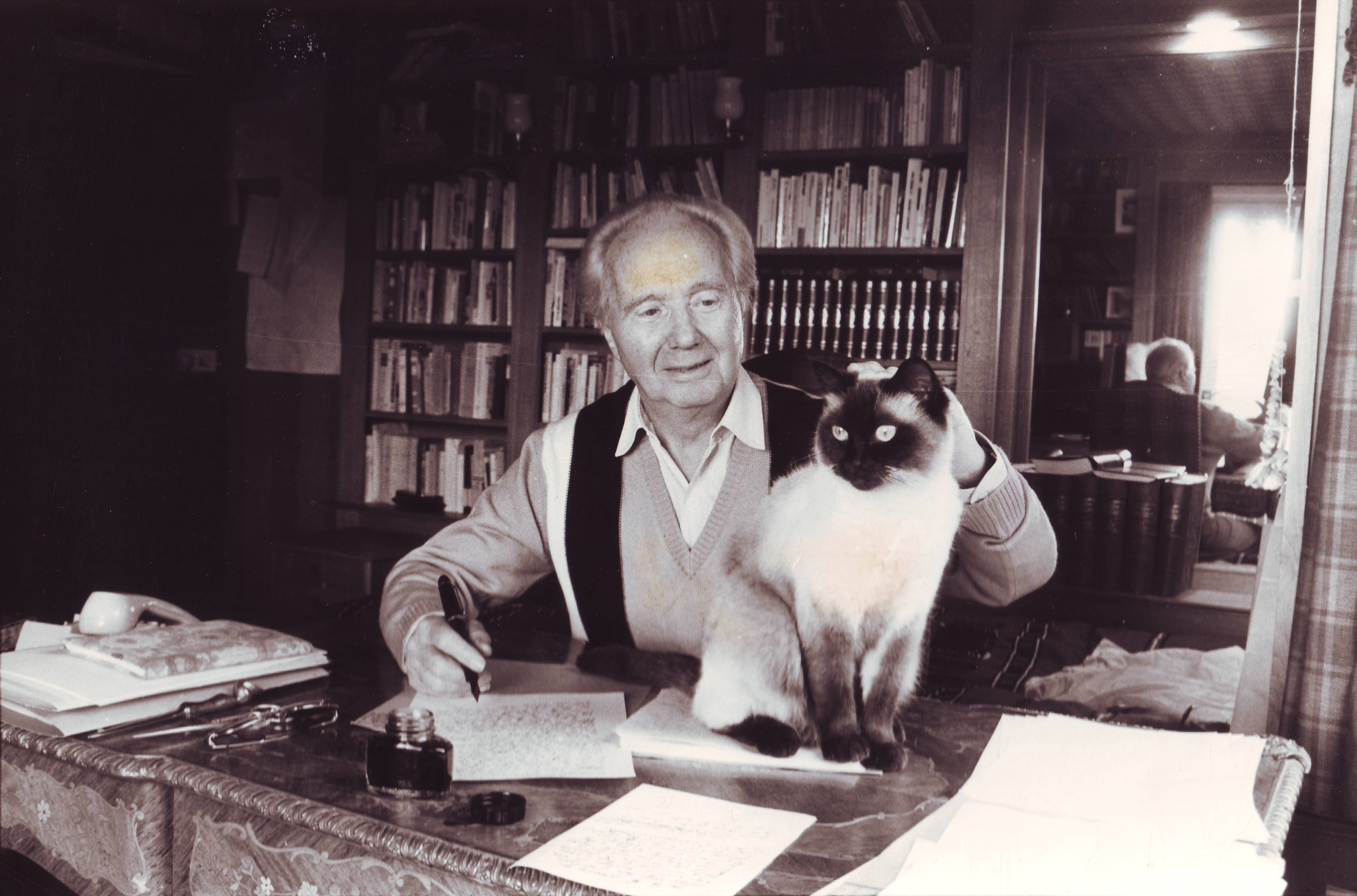
Robert Merle en 1985

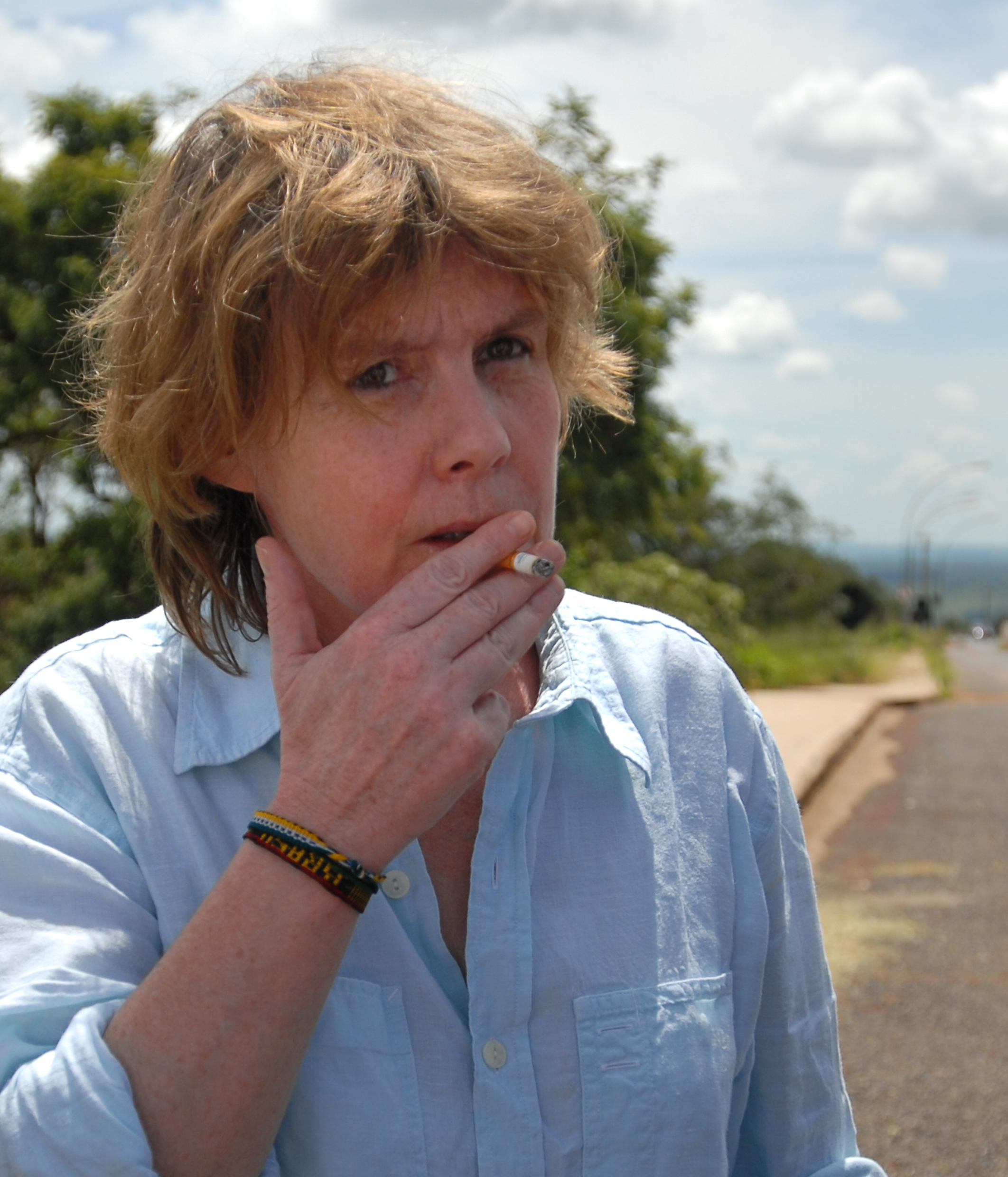
Fred Vargas

### En la literatura
Gran cantidad de novelas de tipo posapocalíptico, a menudo adaptadas al cine, evocan el colapso de la sociedad y su reconstrucción por pequeños grupos, sobre todo en la literatura de ciencia ficción anglosajona. Varias novelas, escritas por no-especialistas de este tema literario, han marcado sin embargo la literatura francófona:
Mucho antes de la invención de la palabra, el escritor y periodista francés René Barjavel publicó en 1943 una novela sobre este tema, titulada Estrago, que sería evocada nuevamente en otra novela de ciencia ficción, denominado El viajero imprudente. El novelista imagina un mundo donde la civilización industrial, repentinamente privada de electricidad, ha colapsado mientras pretendía reconstruir la sociedad sobre unas bases diferentes, y muestra también la creación de una comunidad organizada que ha sobrevivido a la catástrofe.
Con su novela posapocalíptica Malevil, el escritor francés Robert Merle imagina el colapso de la sociedad como consecuencia de un bombardeo nuclear, y la reconstrucción de una sociedad humana en condiciones arcaicas a través de la vida de un pequeño grupo. Esta novela ha sido adaptada al cine por Christian de Chalonge (1981).
El Eterno Adam, novela de Michel Verne, evoca la desaparición total de la humanidad, con excepción de algunos sobrevivientes.
En abril de 2019, la escritora francesa Fred Vargas, autora de novelas policíacas, publica La humanidad en peligro, una obra sobre la catástrofe climática y ecológica en curso. En la emisora de radio francesa  France Inter, explica que ha querido hacer una obra accesible a todos, para dar acceso a la información sobre la que los gobernantes habrían decidido guardar silencio, respecto al conjunto de consecuencias de nuestro modo de vida: desaparición de las especies, aumento de la temperatura, agotamiento de los recursos mineros. Vargas espera de esta obra un sobresalto en la población, que una vez informada, sabrá sin violencia obligar a los gobernantes a cambiar de rumbo.

### En el cine
Más allá de las numerosas películas de ficción que evoca el tema del colapso de la civilización, la película documental llamada Mañana, realizada en 2015 por Cyril Dion y Mélanie Laurent, está basada en una real eventualidad de un colapso inminente y presenta soluciones alternativas, como la permacultura, la agroecología, la moneda local, la democracia participativa, el reciclaje y la reutilización, entre otras posibilidades.

### En la prensa

#### Prensa escrita
En 2019 se lanzó una nueva revista francesa trimestral, llamada Yggdrasil Archivado el 12 de abril de 2021 en Wayback Machine., que evoca los posibles colapsos de la civilización construida a partir de la energía del petróleo y la sobreexplotación de los recursos naturales en un contexto de desajuste climático, ha sido creada por Yvan Santos-Días (fundador, entre otros, de la revista La Maison Écologique [La Casa Ecológica]), Pablo Servigne y Denys Chalumeau. Producto de una campaña de financiación participativa, esta revista se ha beneficiado de la impresión de 50 000 ejemplares, incluida una página de Internet dedicada. Los dos primeros números aparecieron el 26 de junio y el 27 de septiembre de 2019.

#### Televisión

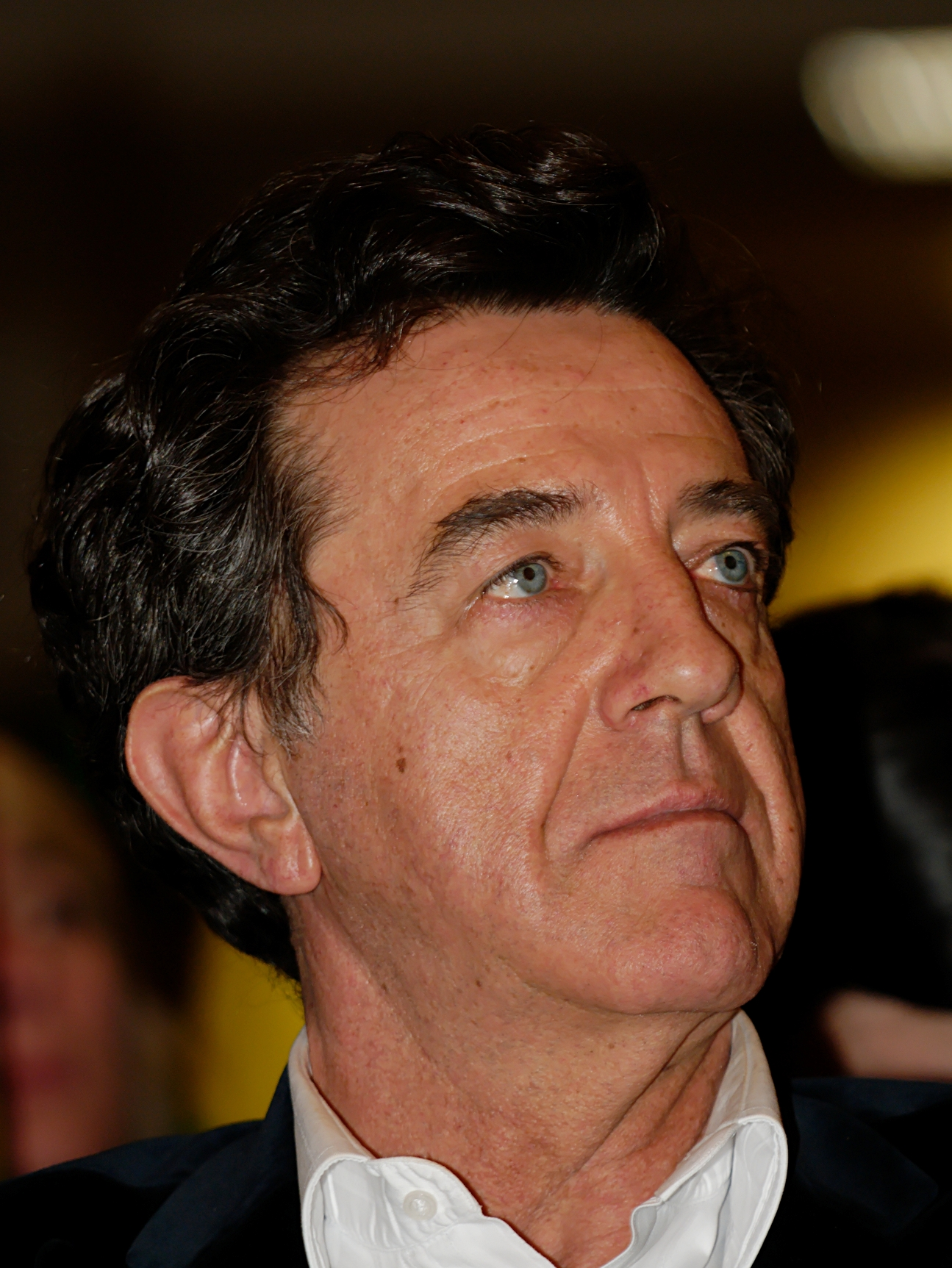
Yves Cochet.

La revista francesa de televisión de investigación Complemento de encuesta presenta un reportaje sobre la colapsología durante su emisión, difundida por primera vez el 20 de junio de 2019, emisión durante la cual el televidente puede descubrir a los principales defensores de la tesis del colapso de la civilización industrial, como Pablo Servigne —al origen de esta idea—, el climatólogo Jean Jouzel, pero también el antiguo ministro del medio ambiente Yves Cochet, así como la actriz Lucie Lucas. 
Durante este mismo reportaje, el primer ministro francés Édouard Philippe declara, durante una entrevista, estar «obsesionado» por la tesis del colapso desde que ha descubierto el ensayo del geógrafo y biólogo estadounidense Jared Diamond, denominado Colapso: ¿por qué unas sociedades perduran y otras desaparecen?.
En noviembre de 2019, el canal Canal+, difunde una miniserie de ocho episodios llamada El colapso. Ésta trata de modo realista lo que podría suceder justo después de que el colapso global haya tenido lugar en un futuro cercano.

### En redes sociales
Desde la creación de esta terminología y la difusión de las teorías que lo acompañan en los medios de comunicación, las diversas coberturas sociales presentes en la web han tenido un gran crecimiento en el número de grupos vinculados con la colapsología y las demás teorías de colapso.

### En la opinión pública
Según la revista Slate, las ideas de la colapsología «parecen muy ancladas» en la sociedad francesa. La revista se basa en un sondeo que indica que «6 de cada 10 franceses temen un colapso de nuestra civilización». Los sondeos estiman que para un 36 % de los encuestados, la causa de este colapso —si éste se produjera—, sería el calentamiento global, para el 17 % la sobrepoblación, y para el 14 % el aumento de la desigualdad. Cuestionados sobre cómo podría parecer el mundo después de un colapso, el 25 % de los encuestados «apuestan por un regreso a la naturaleza individualizada, teñido de sobrevivalismo; 25 % por un regreso a la naturaleza vía comunidades autogestionadas; y 19 % por un regreso a naciones Estado más limitadas» (el 26 % no se pronuncia).